# Alexios I Komnenos
Alexios I Komnenos (grekiska: Αλέξιος Α' Κομνηνός), född 1048, död 15 augusti 1118 var Bysantinsk kejsare 1081–1118. Han var den tredje sonen till Johannes Komnenos och Anna Dalassene och gift med Eirene Doukaina. 

## Biografi
Alexios efterträdde Nikeforos III, vars general han varit, och som han störtade i en oblodig statskupp år 1081. Alexios lyckades expandera Bysantinska riket först på egen hand mot de rivaliserande turkiska stammarna och sedan med hjälp av korstågsriddarna från Västeuropa. 
Alexios avvärjde 1086–91 anfall från de i Bulgarien bosatta petjenegerna. Han slog 1085, med venetiansk hjälp, även tillbaka ett anfall från normanderna i norra Italien. I Orienten grep han till offensiven, besegrade seldjukerna och förstod att så skickligt begagna sig av korstågsrörelsen, att vissa delar av Mindre Asien (bl. a. Nicaea), som korsriddarna erövrat från seljdukerna överlämnades till honom. Även Mindre Asiens kuststäder från Smyrna ända till syriska gränsen med de utanför belägna öarna Chios och Rhodos kom i kejsarens händer.
Från denna basis lyckades Alexios frånrycka seldjukerna den västra tredjedelen av Mindre Asien, och han omgärdade deras rike med breda kuststräckor vid Svarta havet och Medelhavet. I själva Syrien förblev dock furstendömena Antiochia och Edessa, som grundats av korsfararna, liksom kungariket Jerusalem oberoende. Detta trots att kejsar Alexios gjorde anspråk på överhöghet över samtliga korsfararnas erövringar och enligt de ursprungliga fördragen också kunde göra anspråk på dem. På grund av detta och andra slitningar uppstod många strider mellan bysanterna och korsfararna, men på det stora hela medförde det första korståget ändå för riket en betydande hjälp mot seldjukerna.
De redan förut ganska brokiga förhållandena i västra Asien hade blivit ännu mer förvirrade och måste locka en kraftig kejsare att försöka återvinna de gamla gränserna i öster. Detta lyckades visserligen inte för Alexios, men vid sin död lämnade han riket i betydligt bättre tillstånd än då han mottog det. Gränserna var så pass utvidgade att den omedelbara fara, som tidigare hotade själva huvudstaden, var hävd, och även inom förvaltningen var nu många missbruk avskaffade.
Alexios nämns i Svenska sagor under namnet Kirjalax, en förvrängning av Kyrie Alexie, herre Alexios. Det kan tyda på att väringagardet inte lärde sig grekiska.